# Arbeitshaus

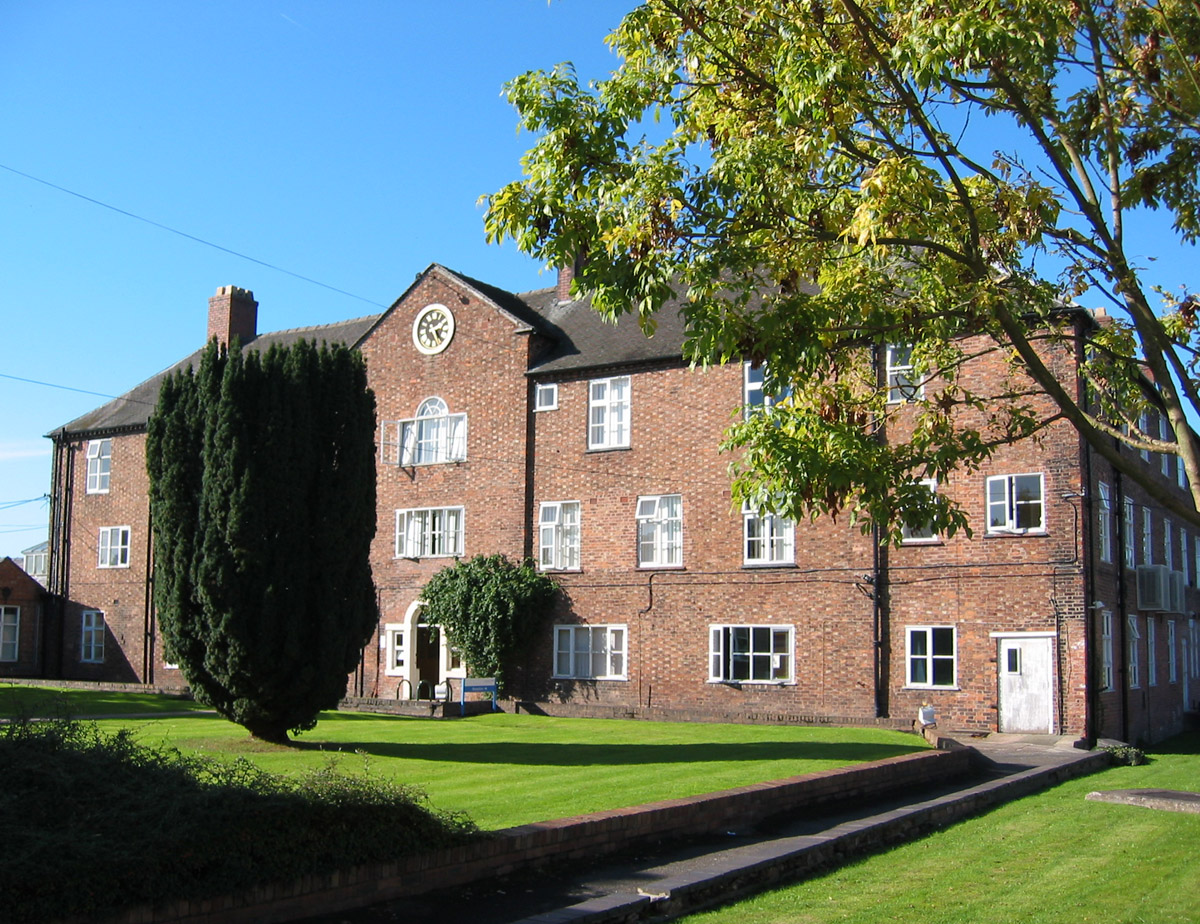
Ehemaliges Arbeitshaus in Cheshire (GB), erbaut 1780

Das Arbeitshaus stellte eines der wesentlichen Merkmale armenpolitischer Bemühungen seit der Mitte des 16. Jahrhunderts dar: Dort sollten von Armut betroffene Menschen, vor allem Bettler, aufgenommen und damit aus der Öffentlichkeit entfernt werden. Nicht selten gehörten deshalb verwahrloste Waisenkinder zu den Insassen, manchmal auch Menschen mit geistiger Behinderung. Gleichzeitig nutzte man die Arbeitskraft dieser Menschen, indem sie sich der manufakturellen Produktionsweise, die unter anderem die Haupteinnahme des absolutistischen Staates bildete, zur Verfügung stellen mussten. Die Umwandlung herumziehender Armer in wirtschaftlich verwendbare Untertanen sollte durch Methoden der Arbeitserziehung erreicht werden. Der Utilitarismus des aufkommenden Industriezeitalters stellte dann das Arbeitshaus im 19. Jahrhundert unter den Leitsatz „Wer nicht arbeitet, soll auch nicht essen“, um so unter kapitalistischen Vorzeichen eine Fabrikdisziplin gesellschaftlich durchsetzen zu helfen.

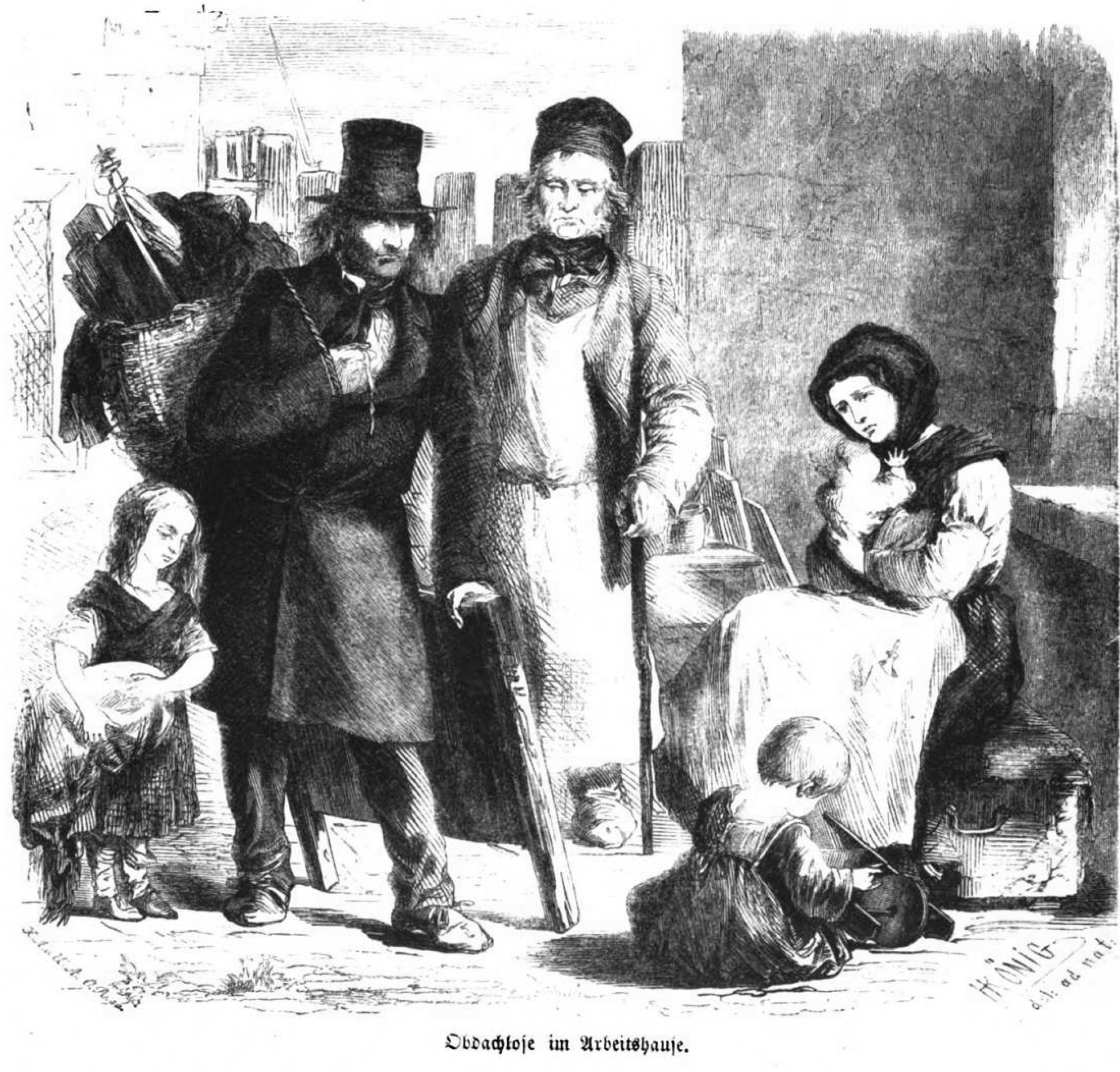
Obdachlose im Arbeitshaus, Die Gartenlaube 1857

Das erste europäische Arbeitshaus wurde 1555 in London gegründet. Wenig später folgten Häuser in den Niederlanden (Amsterdam). Die ersten deutschen Gründungen finden sich in Bremen (1609), Lübeck (1613) und Hamburg (1620). Markant ist die Konzentration auf den urbanen Raum. Die meisten Gründungen im deutschsprachigen Gebiet gehen auf kommunale Initiative in den Städten zurück, was zeigt, dass das Arbeitshaus keineswegs allein ein Produkt des absolutistischen Staates darstellt.
Auffallend ist daneben die Verbreitung in protestantischen Gegenden. Folgt man der Protestantismusthese des Soziologen Max Weber, so hing dies mit einem neuen Verständnis von Arbeit zusammen, das durch Martin Luther, besonders aber durch Johannes Calvin geprägt worden sei: Durch die Reformation entstand eine Frömmigkeit, innerhalb derer Arbeit einerseits gläubig dienend verrichtet werden sollte, andererseits das damit erworbene Vermögen als Zeichen göttlichen Wohlgefallens betrachtet wurde.
Ein anderer mit der Reformation in Verbindung stehender Faktor war, dass sich durch die Auflösung von Klöstern Räume anboten, die anderweitig genutzt werden konnten. Diese Tendenz beschränkte sich jedoch nicht allein auf protestantische Gegenden. Auch in katholischen Gegenden befanden sich viele Arbeitshäuser in ehemaligen Klöstern.
Trotz offizieller Unterscheidungen zwischen Arbeitshäusern, Zuchthäusern oder anderen möglichen Bezeichnungen (Manufakturhaus, Werkhaus, Korrektionshaus) war die Benennung nicht unbedingt ein Hinweis auf die tatsächliche „Konzeption“, die sich hinter einer Einrichtung verbarg. Auch Häuser, in denen die Aufnahme angeblich freiwillig war, konnten Insassen haben, die durch Razzien und ohne ihr Zutun dort inhaftiert wurden. So wurde beispielsweise das Militärische Arbeitshaus München – seiner Konzeption nach ein freiwilliger Aufenthaltsort – am Neujahrstag 1780 mit einer Razzia auf die Münchner Bettler eröffnet.
Quantitativ spielten die Arbeitshäuser keine große Rolle. Vermutlich erfassten sie keinen nennenswerten Teil der Armutsbevölkerung. Trotzdem hatten sie indirekt disziplinierende Wirksamkeit, da sie offensichtlich eine Abschreckungsmaßnahme des Stadtregiments bzw. des absolutistischen Staates darstellten.
Da die Arbeitshäuser in erster Linie als armenpolitische Maßnahme und zur Armenpflege gedacht waren, versammelten sich in ihnen nahezu alle Außenseiter, die die frühe Neuzeit hervorgebracht hatte: Bettler, Dirnen, ehemalige Soldaten, Handwerker ohne Anstellung, Straffällige oder Waisenkinder. Das einzig verbindende Element war ihr Arbeitspotential. Eine Trennung der Gruppen nach Geschlecht oder Alter war nur in manchen Häusern gegeben.
Die Häuser wurden in der Regel von einem Inspektor geleitet, der für die ökonomischen Belange zuständig war. Ein Werk- oder Zuchtmeister führte die Aufsicht über die Insassen. Außerdem wurden Gesellen oder andere Hilfskräfte beschäftigt. Fast immer gehörte auch ein Geistlicher oder Prediger zum Personal. Die Häuser trugen sich selten selbst, sondern wurden neben den Produktionseinnahmen von staatlicher Seite bezuschusst sowie von Erträgen aus Lotteriegewinnen, Kollekten und landesherrlichen bzw. städtischen Spenden. Auf diese Weise wurden sie zu Konkurrenzunternehmen zum Handwerk, was von den Zünften sehr kritisch gesehen wurde.

## Arbeitshaus im deutschen Strafrecht

### Kaiserreich
Schon lange vor dem 19. Jahrhundert bildete die Annahme, dass Armut zumindest teilweise selbstverschuldet sei, die Grundlage der strafrechtlichen Disziplinierung durch Einweisung in das Arbeitshaus. Das Strafrecht muss daher als Gegenstück zu den entsprechenden gesetzlichen Regelungen und Bemühungen der Armenfürsorge (vgl. hier besonders das Elberfelder System) betrachtet werden.
Mit der Gründung des Deutschen Reiches wurden Armutszustände wie Landstreicherei, Bettelei und Obdachlosigkeit sowie Verhaltensweisen wie „Spiel, Trunk und Müßiggang“ oder „Arbeitsscheu“ übergreifend auf nationalstaatlicher Ebene kriminalisiert. Rechtliche Grundlage bildeten die § 361 und 362 des Strafgesetzbuches von 1871, die diese auch als „Asozialität“ bezeichneten Verhaltensweisen als Übertretungen neben Haftstrafen mit der Sanktion einer korrektionellen Nachhaft im Arbeitshaus (bis zu zwei Jahren) belegte. Der Zwang zur Arbeit in den Arbeitshäusern wurde ergänzt durch den armenpolitischen Arbeitszwang. Das heißt, dass die Unterstützung der Armen an die Verpflichtung geknüpft war, ihre Arbeitskraft entsprechend ihren Fähigkeiten einzusetzen. Die Nichterfüllung der Arbeitspflicht führte zur Einweisung ins Arbeitshaus. Grundlage für diese Verfahrensweise war das Gesetz über den Unterstützungswohnsitz (UWG) von 1870. Ein solcher „Unterstützungswohnsitz“ diente nicht nur der Aufteilung von Zuständigkeiten, sondern vor allem der Kontrolle der Fürsorgeempfänger. Er wurde durch zweijährigen Aufenthalt, Heirat oder Abstammung erworben und berechtigte zu einer geringen Unterstützung durch den Ortsarmenverband.
Die Justiz des Kaiserreichs machte reichlichen Gebrauch von der Möglichkeit zur Sanktionierung von Armut durch Einweisung in Arbeitshäuser. Nach Schätzung von Wolfgang Ayaß betraf dies zu jedem Zeitpunkt etwa 10 % aller Obdachlosen, die im Anschluss an die tage- oder wochenlange Haft wegen „Landstreicherei“ häufig, insbesondere bei Wiederholung, „zur Besserung“ zu Arbeitshausaufenthalten verurteilt wurden. In absoluten Zahlen ausgedrückt sei beispielhaft das Jahr 1888 herausgegriffen mit 13.512 männlichen und 2.680 weiblichen Verurteilten bei einer Gesamtbevölkerung von ca. 49 Mio. Einwohnern.

### Weimarer Republik, Nationalsozialismus und Bundesrepublik bis 1969
In der Weimarer Republik ging bei wörtlichem Fortbestehen der entsprechenden Gesetze die Einweisung kriminalisierter Armer in die Arbeitshäuser stark zurück, die Belegung sank flächendeckend auf 50 %; auch die Hausordnungen wurden gelockert.
Mit der Weltwirtschaftskrise ab 1929 stieg die Arbeitslosenquote schlagartig auf fast 30 % an. Die damit verbundene Einkommenslosigkeit verschärfte die Probleme der Armut und Armutskriminalität erneut extrem. Die 1933 an die Macht gekommenen Nationalsozialisten wandten das Gesetz daher schärfer als je zuvor an. Im September 1933 wurden in einer Razzia zehntausende Wohnungslose verhaftet und in Arbeitshäuser verbracht.
Am 24. November 1933 wurde durch das Gesetz gegen gefährliche Gewohnheitsverbrecher und über Maßregeln der Sicherung und Besserung die Maßregeln der Sicherung und Besserung in das Strafgesetzbuch eingeführt (in Geltung ab 1. Januar 1934). Neben Unterbringungen in einem psychiatrischen Krankenhaus, in einer Entziehungsanstalt oder in der Sicherungsverwahrung war auch die Unterbringung in einem Arbeitshaus (§ 42d) vorgesehen.
In ein Arbeitshaus konnte eingewiesen werden, wer wegen „Bettelns, Landstreicherei, Gewerbsunzucht, Arbeitsscheuheit oder Trunk- oder Spielsucht und Müßiggang“ verurteilt wurde (sogenannte „Asoziale“). Nach § 42d StGB war erstmalige Unterbringung auf maximal zwei Jahre befristet, erneute Unterbringung auf unbestimmte Zeit möglich. Die Unterbringungsbedingungen in den Arbeitshäusern wurden erheblich verschärft. Von 1938 bis 1945 wurde die Regel kaum mehr angewandt, da die Personen nicht mehr der Justiz übergeben wurden, sondern als Vorbeugehäftlinge in Konzentrationslager verschleppt wurden.
Das Arbeitshaus sollte dazu dienen, „zur Arbeit anzuhalten und an ein gesetzmäßiges und geordnetes Leben zu gewöhnen“.
Ein bereits erfolgter Aufenthalt in einem Arbeitshaus konnte als Grundlage für die Einweisung als Asozialer in eines der Konzentrationslager durch die zuständige Gestapo-Stelle dienen. Dies ist beispielsweise vielfach im Rahmen der »Aktion Arbeitsscheu Reich« geschehen.
Nach dem Zweiten Weltkrieg wurde die Einweisung in ein Arbeitshaus in der amerikanischen Besatzungszone vorübergehend abgeschafft, aber nach der Gründung der Bundesrepublik Deutschland wieder in allen ehemaligen Westzonen eingeführt. Nach der Regelung des Strafgesetzbuches konnten nun weiterhin wegen Bettelei, Landstreicherei und Gewerbsunzucht verurteilte Straftäter in das Arbeitshaus eingewiesen werden. Die Erstunterbringung war für bis zu zwei Jahre möglich, weitere Unterbringungen bis zu je vier Jahren. Auch am Ziel des Arbeitshauses, nämlich an ein gesetzmäßiges und geordnetes Leben zu gewöhnen und zur Arbeit anzuhalten, wurde festgehalten. Bis zur Abschaffung des Arbeitshauses als Maßregel durch die Große Strafrechtsreform 1969 wurden insgesamt 8.000 Personen eingeliefert.

### DDR
Aus ideologischen Gründen wurde als Ursache von Obdachlosigkeit, „Arbeitsscheue“ und „Asozialität“ ausschließlich persönliches Verschulden der Betroffenen angenommen, da die vermeintlich fortschrittliche sozialistische Gesellschaftsordnung daran keinen Anteil haben könne. Alkoholismus, fehlende Berufstätigkeit usw. wurden als Vergehen gegen das „werktätige Volk“ aufgefasst und auf wechselnder gesetzlicher Basis auch nach der Strafrechtsreform von 1968, die „Asozialität“ explizit als Straftatbestand definierte, sanktioniert. Die Unterbringung war nach der Strafrechtsreform von 1968 anstelle von Freiheitsstrafe bei erstmaliger Verurteilung für bis zu zwei Jahre möglich, bei wiederholter Verurteilung (auch ohne vorangegangene Unterbringung) bis zu je fünf Jahren. Konsequenz für den Einzelnen war die Einweisung in Arbeitshäuser mit militärischem Drill und rigiden Bestimmungen, die auf eine Umerziehung im Sinne des offiziellen Menschenbildes abzielten. Eine speziell für auffällige Jugendliche konzipierte und in der Tradition des Arbeitshauses stehende Einrichtung der DDR war ferner die des Jugendwerkhofes. Die Neuerung von 1979 schaffte zwar das Arbeitshaus für Erwachsene ab, dehnte aber den Begriff der weiter mit Freiheitsstrafe bis zu zwei Jahren, bei wiederholter Verurteilung bis zu fünf Jahren, bedrohten „Asozialität“ auf jeden aus, von dem eine Gefährdung der öffentlichen Ordnung ausgehe und schuf einen Gummiparagraphen zum Vorgehen gegen unliebsame Personengruppen, wie zum Beispiel Punks. Engmaschige soziale Kontrolle diente der Verfolgung derartiger abweichlerischer Verhaltensweisen.

## Historische Darstellung
Meyers Konversations-Lexikon, 4. Auflage 1888–1890, äußert sich zu dem Begriff folgendermaßen (gekürzt):
Man kann drei Arten von Arbeitshäusern unterscheiden:
1) Anstalten, in welchen die Zwangsarbeit als Mittel der Bestrafung dient, und welche neben der Bestrafung zugleich die sittliche Besserung der Sträflinge erzielen wollen […]. Die Strafe des Arbeitshauses, welche im 16. Jahrh. in England zuerst methodisch angewandt und vor 1871 in mehreren deutschen Staaten verhängt wurde, ist in Deutschland durch das Reichsstrafgesetzbuch abgeschafft worden. Die Landespolizeibehörde soll jedoch befugt werden, gewisse Personen (Bettler, Prostituierte) nach Verbüßung der Haftstrafe bis zu zwei Jahren in ein Arbeitshaus unterzubringen oder zu gemeinnützigen Arbeiten zu verwenden. […]
2) Zwangsarbeitshäuser für hartnäckige Bettler und gemeinschädliche Müßiggänger, in welchen diese durch Zwang zum Fleiß angehalten werden. Hierher können nach ihrem Wesen und Zweck die heutigen deutschen A., dann nach ihrem Hauptcharakter die englischen A. (workhouses) gerechnet werden, welche letztern in der englischen Armenpflege eine große Rolle spielen. Die Einrichtung des englischen Werkhauses stützt sich vorzüglich auf die Abschreckungstheorie. Sie ist darauf berechnet, von der Inanspruchnahme öffentlicher Hilfe möglichst abzuschrecken und durch eignen Erwerb die Aufnahme in A. zu vermeiden.
3) A., in welche arbeitsfähige Arme sich freiwillig aufnehmen lassen oder im Sinn einer humanen Armenpflege untergebracht werden. Dieselben können ebensowohl Privat- wie öffentliche Anstalten sein. Zu gunsten solcher A. sagt man, daß hier der Verdienst die durch Gemeinsamkeit der Benutzung etc. sehr ermäßigten Kosten der Unterstützung einigermaßen decken könne, und daß es durch die Einrichtungen der Anstalt wohl zu ermöglichen sei, dem Unterstützten die Lust an der Arbeit zu erhalten, welche ihm zugleich das Bewußtsein sichere, noch nicht zur Klasse der Almosenempfänger heruntergesunken zu sein. Da arbeitswillige, aber erwerbslose Menschen menschenfreundliche Teilnahme verdienen, so darf das Werkhaus mit Anstalten für Verbrecher und Müßiggänger niemals in Verbindung gebracht werden; es ist vielmehr alles aufzubieten, um das Ehrgefühl dieser schuldlos Unglücklichen zu schonen. …